# 홍지윤 (가수)
홍지윤(洪智允, 1995년 3월 3일~)은 대한민국의 가수이자 국악인이다.

## 생애

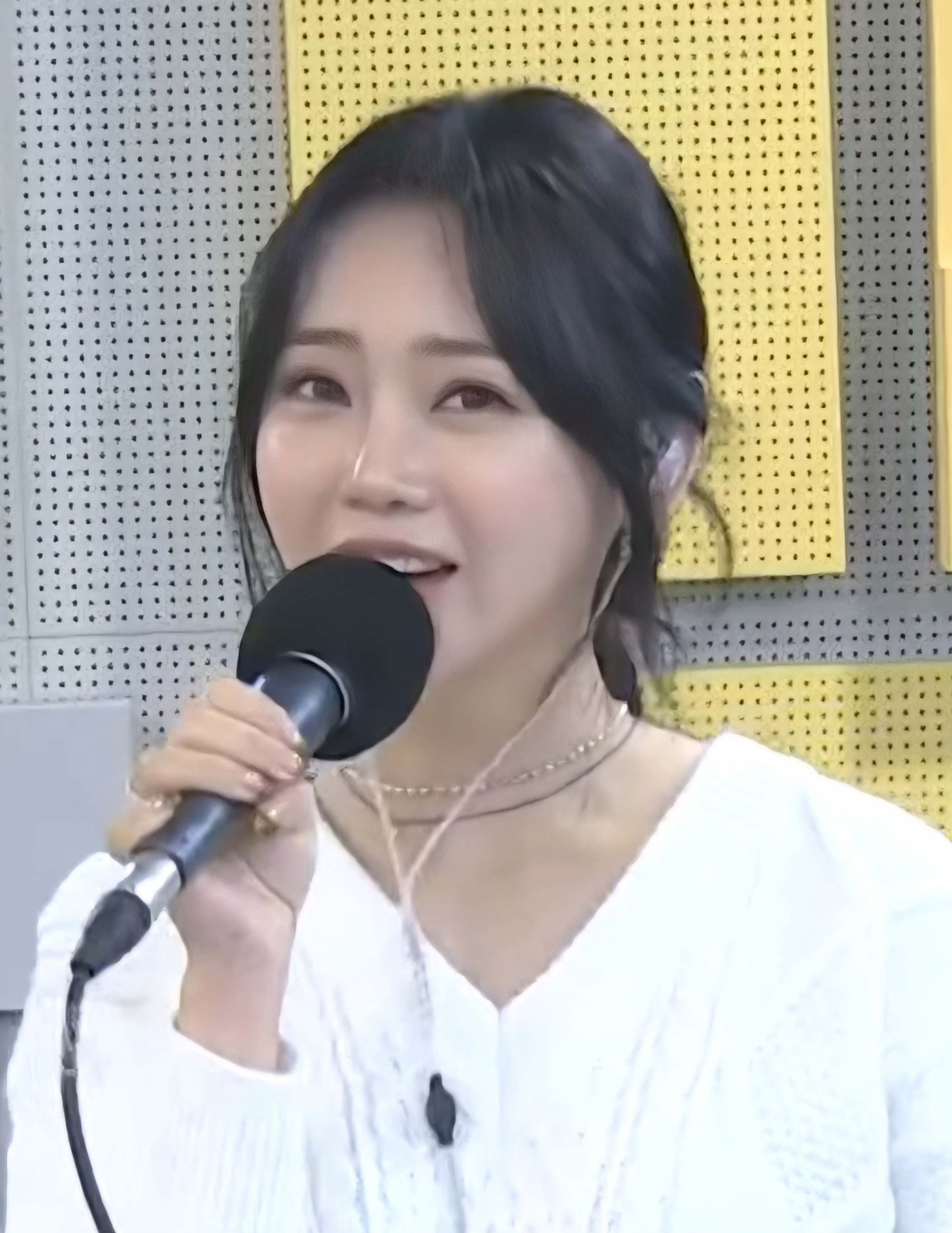
2022년 9월 당시의 홍지윤

내일은 미스트롯2의 에이스전에서도 대활약하면서 본선 3차 진(眞)을 차지하였다. 준결승전에서는 4위로 결승에 진출했었는데 최종 순위는 2위인 선(善)이 되었다.
2023년 정규 1집을 발표하면서 《새벽차》라는 노래 작품으로 퓨전 국악 트로트 음악의 어필하면서 히트한 후 2024년 《가보자GO》로 싱글 음반을 발표하였다.

## 방송 출연

### 믹스나인
- 춘 엔터테인먼트의 연습생 출신으로, 동생 홍주현과 함께 믹스나인에서 참가하여 장윤정의 짠짜라를 불렀는데 그러나 동생과 달리 오디션 이전에 다리 부상을 당해서 기획사 투어에서도 합격하지 못했다. 이후 다리 부상으로 춘 엔터테인먼트와 결별하고 연습생 생활을 마감했다.
- 동생 홍주현은 믹스나인을 마감한 후 너의 목소리가 보여/6기 세븐틴 편(2019.02.22.), 보이스 코리아 2020(2020.05.20.)에 출연했으며, 언니와 같은 기획사와 계약한 후 2021년 2월 17일에 첫 솔로 싱글을 발표했다.
- 갑작스런 다리 부상으로 다시 한 번 꿈이 좌절했던 홍지윤은 트롯 가수의 길을 걷게 됐다.

## 음반
- 2021년: 오라
- 2021년: Love Again
- 2022년: 사랑의 여왕
- 2023년: 왔지윤
- 2023년: 정규1집 Jiyun is...
- 2024년: 가보자GO (Single)

## 출연작

### TV
- 2018년: JTBC 《믹스나인》 - 참가자
- 2020년: TV조선 《내일은 미스트롯2》 - 참가자
- 2021년: TV조선 《미스트롯2 토크콘서트》 - 게스트
- 2021년: JTBC 《아는형님》 게스트 - With 미스트롯2 TOP7
- 2021년: TV조선 《내 딸 하자》 - 고정 출연
- 2021년: MBC 에브리원 《비디오스타》 - 게스트
- 2021년: TV조선 《화요청백전》 - 고정 출연
- 2021년: 엠넷 《TMI NEWS》 - 게스트
- 2021년: STATV 《아이돌 리그》 - 게스트
- 2021년: MBC 에브리원 《어서와~ 한국은 처음이지?》 - 진행
- 2021년: KBS 조이 《이십세기 힛트쏭》게스트
- 2021년: TV조선 《달 뜨는 소리》- 출연
- 2021년: MBC 《미스터리 음악쇼 복면가왕》- 여동생 홍주현과 동반출연
- 2021년: TV조선 《화요일에 만나요》 - 고정 출연
- 2021년~: TV조선 《화요일은 밤이 좋아》- 고정 출연
- 2021년: SBS 플러스 《연애도사 시즌2》
- 2021년: TV조선 《스타다큐 마이웨이》
- 2021년: KBS1 《아침마당》 - 게스트
- 2022년: KBS1 《국악한마당》 - 게스트
- 2022년: MBC 《호적메이트》 - 게스트
- 2022년: TV조선 《개나리학당》 - 게스트
- 2022년: MBC 에브리원 《대한외국인》 - 게스트
- 2022년: KBS 조이 《이십세기 힛-트쏭》 - 게스트
- 2022년: TV조선 《미스터트롯2 - 새로운 전설의 시작》 - 마스터
- 2023년: JTBC 《아는형님》 - 게스트
- 2024년: KBS2 《신상출시 편스토랑》 - 고정 출연
- 2024년: SBS 《꼬리에 꼬리를 무는 그날 이야기》 - 게스트
- 2025년: BS아사히 《인생 노래가 좋다》- 일본 예능 첫출연

### 라디오
- 2023년 9월 21일: KBS 쿨FM 미스터 라디오 - 게스트

### 드라마
- 2021년: TV조선 주말드라마 《결혼작사 이혼작곡 2》 - 주얼리 샵 직원 역 (11회 특별 출연)

### 뮤지컬
- 서편제 (2022년) - 송화 역

### CF
- 링티 제로
- 수려한
- 종근당건강 오르네 듀얼스킨
- 종근당건강 올앳미
- 콜핑 코어스텝 (2023년)

## 수상
- 내일은 미스트롯2 - TOP 2위 (2021년)
- 제10회 대한민국 예술문화인대상 (2022년)

## 가족
- 부모님
- 슬하 2녀 중 첫째(남동생 홍주현)